# Sítio do Picapau Amarelo (2001)
Sítio do Picapau Amarelo é uma série de televisão infantil brasileira produzida pela TV Globo e exibida de 12 de outubro de 2001 a 7 de dezembro de 2007, em 1159 episódios divididos em 7 temporadas. Baseada na série de livros homônima escrita por Monteiro Lobato, foi adaptada inicialmente por Márcio Trigo e Roberto Talma, que também dirigiram. Foi a quinta adaptação televisiva da obra, após a primeira versão exibida pela Rede Tupi entre 1952 e 1963, a 
segunda versão exibida pela TV Cultura em 1964, a terceira versão exibida pela Band entre 1967 e 1969 e a quarta versão exibida pela própria Globo entre 1977 e 1986.

## Reprises
A série começou a ser reprisada pelo Canal Futura a partir de 8 de dezembro de 2008, mas o canal exibia somente os episódios das quatro primeiras temporada da série, exceto o último episódio da quarta temporada "O Pequeno Samurai" com somente metade do episódio, devido às temporadas seguintes serem formatadas como telenovela e o episódio "O Pequeno Samurai" ser considerado inadequado e muito forte para o padrão educativo do canal. Por algum motivo, a sétima e última temporada, que não é no formato de novela, nunca foi liberada pela Rede Globo. A série também chegou a ser exibida pelo canal por assinatura Gloob, que conseguiu a liberação de todas as temporadas, mas o programa exibiu somente até a quarta temporada, e após algum tempo tirou o seriado de sua programação, antes de exibir as  últimas temporadas. Também já foi exibida pelo Canal Viva, e pela TV Cultura de 30 de agosto de 2013 a 27 de junho de 2014, até sair do ar por causa do retorno da série Castelo Rá-Tim-Bum na programação do canal a partir de 30 de junho. Voltou a ser exibida pela mesma emissora em 10 de janeiro de 2015, aos sábados, às 18h30. Também é exibida internacionalmente com seu áudio original pela TV Globo Internacional, e também já chegou a ser exibida em Portugal pela SIC que exibiu até a quinta temporada, mas com o título de Pirlimpimpim, que não teve muita repercussão e saiu logo do ar.

## Enredo
As histórias do Sítio do Picapau Amarelo são ambientadas no sítio de Dona Benta, uma velha senhora que vive afastada da correria e do barulho da cidade grande. Ela conta com a amizade da Tia Nastácia, que cozinha quitutes para ela e sua neta, Lúcia, mais conhecida como Narizinho. Vivendo sozinha e tendo apenas as duas mulheres idosas como companhia (além de Rabicó, seu bicho de estimação), a menina vive brincando com sua boneca Emília, feita por Tia Nastácia com restos de retalhos de pano de sua saia velha. Também vive no Sítio o velho Tio Barnabé, responsável pela manutenção do Sítio.
Um dia Narizinho conhece o Príncipe Escamado, soberano do Reino das Águas Claras, um reino que por coincidência, fica localizado no ribeirão do Sítio. O Príncipe fica encantado com a menina e a convida para conhecer seu reino. Lá, ela é apresentada aos mais proeminentes súditos, como por exemplo a azeda Dona Carochinha, responsável por administrar os contos de fada, e determinada a manter os seus personagens presos em seus livros. Lá ela também conhece o Doutor Caramujo, um renomado doutor que tem pílulas que podem curar todas as doenças, ele dá a Emília a Pílula Falante (pois Narizinho queria muito que sua boneca falasse). Depois que ingere o remédio, Emília começa a falar e não para mais.
Durante o período de férias escolares, Narizinho tem como companhia, seu primo Pedrinho, que estuda na cidade grande onde vive com sua mãe. Logo após que Emília aprender a falar, a Narizinho tem a ideia de querer casar a Emília com o Rabicó, então Pedrinho constrói, a pedido de Narizinho, o Visconde de Sabugosa, que seria o suposto pai de Rabicó. A princípio o Visconde era apenas um boneco feito a partir de um sabugo de milho, mas devido aos ares de sabedoria da biblioteca de Dona Benta, ele cria vida e fica inteligente graças a leitura de todos os livros ali contidos. No sítio também mora o sábio Conselheiro, que morava no País das Fábulas e foi trazido ao Sítio depois de conhecer Narizinho, Pedrinho, Emília e Visconde. Também vive lá o adorável rinoceronte, "tomador de conta" do sítio, Quindim, que havia fugido do circo pretendendo ir para África, mas que após conhecer o pessoal do Sítio decidiu ficar por lá.
Pertinho do Sítio fica a mata conhecida como "Capoeirão dos Tucanos", lá vivem a Cuca, o Saci, a Iara, o Curupira, alguns animais e posteriormente Pesadelo, que se torna ajudante pessoal da Cuca. O Capoeirão é um cenário muito importante no Sítio pois lá acontece muitas de suas aventuras e há muita interação entre os personagens de lá com os do Sítio.

## Produção
Anos após o termino do contrato entre os herdeiros de Monteiro Lobato e a Rede Globo, para a produção da série dos anos 70 e 80 do Sítio do Picapau Amarelo, em 1999 Cintia Abravanel, filha do apresentador de televisão Silvio Santos, pretendia conseguir os direitos para uma nova adaptação das obras de Monteiro Lobato no SBT, rede de seu pai. No entanto, Silvio Santos não demonstrou interesse na ideia, e os direitos, em seguida, retornaram à Rede Globo.
A Globo, por sua vez, começou a produzir uma nova adaptação do Sítio em julho de 2000 e no dia 12 de outubro de 2001 passou a exibi-la dentro do programa infantil Bambuluá, em edição especial para o Dia das Crianças. Por fim, a partir de 22 de dezembro de 2001 o Sítio foi exibido separadamente até 2007, quando passou a ser exibido dentro do programa TV Xuxa.

## Formato
De 2001 até o final do mesmo ano, os episódios duravam uma semana, cada um contando a história de um dos livros da série literária homônima. Já em 2002, os episódios passaram a ser mais longos, durando mais de uma semana. A partir da segunda temporada (ainda em 2002), foram apresentadas novas histórias que não faziam parte da série de livros original, histórias que duravam quase dois meses para serem contadas, e assim foi até 2004, quando em 2005 adotou o formato de telenovela, contando apenas uma história consistida em 194 capítulos, trazendo o tema: "O Preço do Verdadeiro Amor". Em 2006, o formato foi mantido, mas a história foi mudada e agora o tema era: "Entre o Amor e a Promessa". O formato foi usado até 2007, quando o programa voltou a usar os mesmos moldes de 2001, porém, naquele ano todo o elenco e design dos personagens da série tinha sido mudados, e a série acabou sendo rejeitada pelo público, terminando naquele mesmo ano com baixa audiência.

## História

### 1ª e 2ª temporadas: 2001–2002

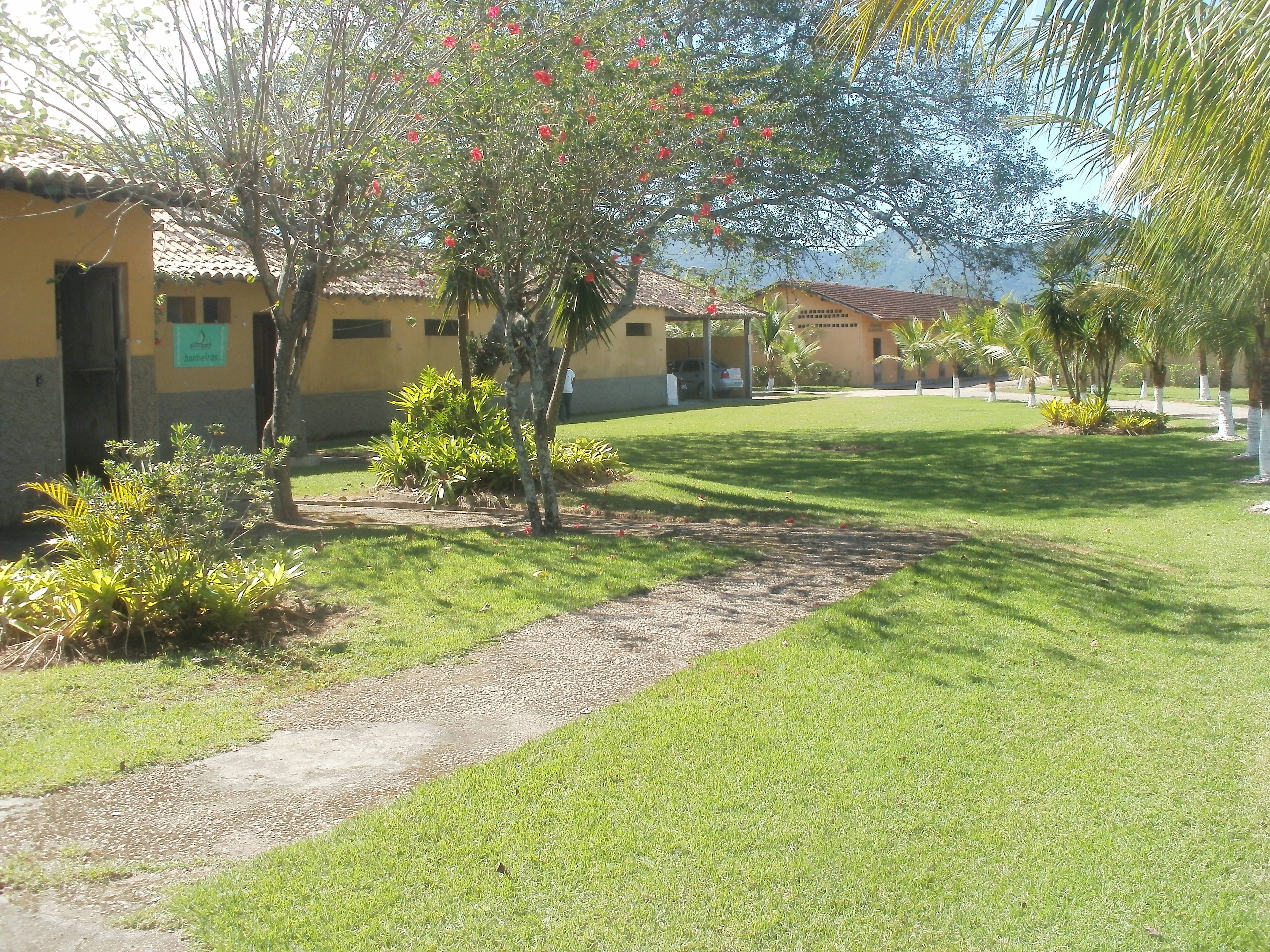
Espaço verde do complexo e parque Hode Luã, na Ilha de Guaratiba, próxima ao sítio que a produção alugou para a série em 2000. Rio de Janeiro, Brasil.

Em julho de 2000, a Rede Globo assinou um contrato com os herdeiros de Monteiro Lobato, para produzir uma nova adaptação para a televisão, das histórias do Sítio do Picapau Amarelo, e no dia 12 de outubro de 2001, passou a exibi-la. O programa começou sendo exibido dentro do Bambuluá, mas depois ganhou seu próprio horário na grade de programação da Globo. A primeira temporada, durou do final de 2001 até o ano de 2002, contando as histórias de Monteiro Lobato, depois naquele mesmo ano, após as histórias dos livros terem acabado, iniciou-se outra fase do programa, com novas histórias feitas para a televisão. Igual a primeira versão da Rede Globo em 1977, o Sítio de 2001 também teve histórias criadas somente para a televisão. Mas, no caso da versão 2001, as tramas dos livros de Lobato acabaram mais depressa, pois, na primeira temporada as histórias eram contadas em um ritmo mais rápido, e cada livro durava uma semana para ser contado (ou duas nos episódios "O Picapau Amarelo"; Reforma da Natureza; Histórias Diversas, três semanas no episódio Memórias do Picapau Amarelo e quatro semanas em "Os Doze Trabalhos de Hércules"). Já na versão dos anos 70, as histórias demoravam mais tempo sendo adaptadas para televisão, com alguns textos tirados dos livros e outros criados para a televisão, e duravam normalmente um mês.
Nesta versão, a boneca Emília, foi interpretada por uma criança: a atriz mirim Isabelle Drummond, que foi a primeira atriz mirim no papel da Emília nas versões produzidas pela Rede Globo. Porém, embora Isabelle tenha sido a primeira criança no papel de Emília em uma série de televisão, anteriormente em uma adaptação de cinema, também houve uma pequena menina chamada Olga Maria, que interpretou a Emília em um filme em preto e branco de 1951, intitulado O Saci, dirigido por Rodolfo Nanni, e baseado no livro O Saci de Monteiro Lobato. Com exceção de tal filme, e da versão dos anos 2000, a boneca Emília havia sido interpretada por atrizes adultas. Inclusive, a versão de 2001 parece ter vários elementos em comum com o filme de 1951, além do fato da Emília ser interpretada por uma criança, e ser bem menor do que a Narizinho. Um outro ponto em comum entre os dois são cenas da nova versão do Sítio, que parecem ter sido ideias reaproveitadas do filme do Saci. Como por exemplo, a cena do filme onde a menina Olga Maria fica pendurada no varal, secando após ter caído no riacho, pois isso também acontece no episódio "O Saci" de 2001, mas com Isabelle Drummond. Há também uma cena onde o Saci encontra um fio de cabelo preso no pente da sereia Iara, cena que era originalmente do filme de 1951, e foi reaproveitada e refilmada para a série de 2001 (pois na história original do livro, o Saci pulava na cabeça da Iara, e arrancava o fio de cabelo para levar para a Cuca).
Com a nova versão do Sítio, alguns elementos dos livros de Lobato puderam ser trazidos de volta para a televisão, um deles foi o Pó de Pirlimpimpim, que na versão de 1977, havia sido transformado em um tipo de "palavra mágica" para evitar comparações com a cocaína; deste modo, os moradores do Sítio apenas gritavam: "Pirlim Pim Pim" para viajarem de um lugar para outro. Nos livros de Monteiro Lobato, o Pó de Pirlimpimpim era aspirado com o nariz pelos personagens; já na versão de 2001 ele passou a ser um pó jogado em cima das cabeças dos personagens, mais parecido como o "Pó Mágico" da Sininho, da história Peter Pan de J. M. Barrie. Outra coisa que havia sido censurada na versão dos anos 70, e foi trazida de volta na nova versão, é o costume que Emília tem de inventar suas próprias palavras. A censura da década de 1970 não permitia que a Emília da TV alterasse ou falasse palavras da gramática ao seu próprio modo, como: "bissurdo", "arimética", ou "obóvio".
Nos primeiros episódios de 2001, eram usados efeitos especiais de chroma key para que o Visconde de Sabugosa, parecesse ter mesmo o tamanho de um sabugo de milho. Mas no final de 2002, durante o episódio "Volta ao Reino das Águas Claras", essa técnica foi deixada de lado, porque no programa, o Visconde fica do tamanho de uma pessoa normal após uma lata de fermento cair em cima dele. Durante os anos de 2001 até 2004, Visconde era interpretado pelo ator Cândido Damm, que nesta versão do Sítio deu um padrão de voz "bem grossa" ao personagem, padrão que seria seguido também pelos outros dois atores que interpretariam o Visconde nas temporadas seguintes, Aramis Trindade em 2005 e 2006, e Kiko Mascarenhas em 2007. A diferença entre a voz dos três atores era que o Visconde de Cândido Damm tinha o sotaque carioca, enquanto o Visconde de Aramis Trindade falava com um forte sotaque paulistano, o terceiro intérprete, Kiko Mascarenhas, também tentou manter o sotaque paulista que Aramis Trindade fazia para o personagem.
Uma das coisas da série de 2001, mais diferente das outras versões do Sítio para a televisão, é que a personagem Tia Nastácia agora era vivida por uma atriz mais magra, Dulcilene Moraes (conhecida como Dhu Moraes). Mas, a partir da 3ª temporada, a produção pediu que Dhu Moraes engordasse um pouco, e usasse um pouco de enchimento no vestido, pois a personagem Nastácia era mais conhecida popularmente sendo gorda, tanto em outras adaptações para televisão, quanto nas ilustrações dos livros. Contudo, na temporada 2005 o vestido com enchimento parou de ser usado, só voltando na temporada 2006, mas desta vez mais bem confeccionado e ralista. Um fato bem curioso, é que a Tia Nastácia do livro era inspirada em uma mulher magra, chamada Anastácia, que realmente existiu e trabalhava na casa de Monteiro Lobato, como cozinheira e babá dos filhos dele. Ela é descrita como uma negra alta, magra, de canelas e punhos finos. Quando vivo, Monteiro Lobato contou ao jornalista Silveira Peixoto em uma entrevista, que se inspirou nela para criar a personagem de seus livros.
Desde 2001 até 2006 (com exceção de 2007) foram confeccionadas três fantasias de Cuca diferentes, que eram manipuladas por Jacira Santos. Na primeira temporada, a intenção era que a aparência da Cuca não ficasse assustadora demais para as crianças. O diretor Marcio Trigo disse que a personagem devia ter uma aparência má e assustadora, mas nem tanto, pois esta versão do Sítio estava mais direcionada ao público infantil; por esse motivo a personagem tinha um visual mais inofensivo, com rosto e cauda de jacaré, e corpo de mulher, com um vestido e capa de bruxa. Mas tal ideia foi mudando com o passar do tempo, pois no ano de 2003, a aparência da personagem foi reformulada, dando a ela "cabelos reais" e mais compridos, além de deixá-la mais gorda e com uma personalidade mais cruel. Outra mudança no corpo da personagem ocorreria no ano de 2005, deixando-a menos vaidosa, e mais parecida com a Cuca do folclore. Ela passaria a ser mais perversa e com traços mais aterrorizantes, perdendo o "corpo de humana" e ganhando um "barrigão" listrado de réptil.
Uma outra ideia inicial da série de 2001, que foi sendo deixada de lado com o tempo, era mostrar algumas vezes objetos e máquinas dos tempos atuais. Para isso, em algumas cenas apareciam Dona Benta tentando convencer Tia Nastácia da utilidade de alguns novos utensílios que ela havia encomendado para sua cozinha, como freezer e microondas. Outro elemento moderno adicionado ao Sítio em 2001 era o fato de Dona Benta ter comprado um computador para a sua biblioteca, para poder se comunicar com sua filha Antonica que mora na cidade. Porém, a série também mostrava Dona Benta meio chateada pelo fato de que após a chegada do computador, Pedrinho só lhe enviava e-mails (quando estava na cidade grande), e não havia lhe escrito mais cartas, que ela dizia apreciar mais ao recebê-las. As modernidades, contudo, não permaneceram muito tempo sendo usadas no Sítio, pois a partir da temporada de 2003 o computador foi deixando de ser usado, até "desaparecer" por completo das histórias. Assim também como o microondas e outros utensílios modernos, que foram sendo abandonados da cozinha de Tia Nastácia. Algumas temporadas depois, a única modernidade que sobrou na cozinha do Sítio foi apenas a geladeira (na versão dos anos 70, uma das poucas máquinas mais "modernas" ou comuns daquela época que já foram usadas no Sítio, foi a televisão, que não aparece nos livros de Lobato).

### 3ª temporada: 2003–2004

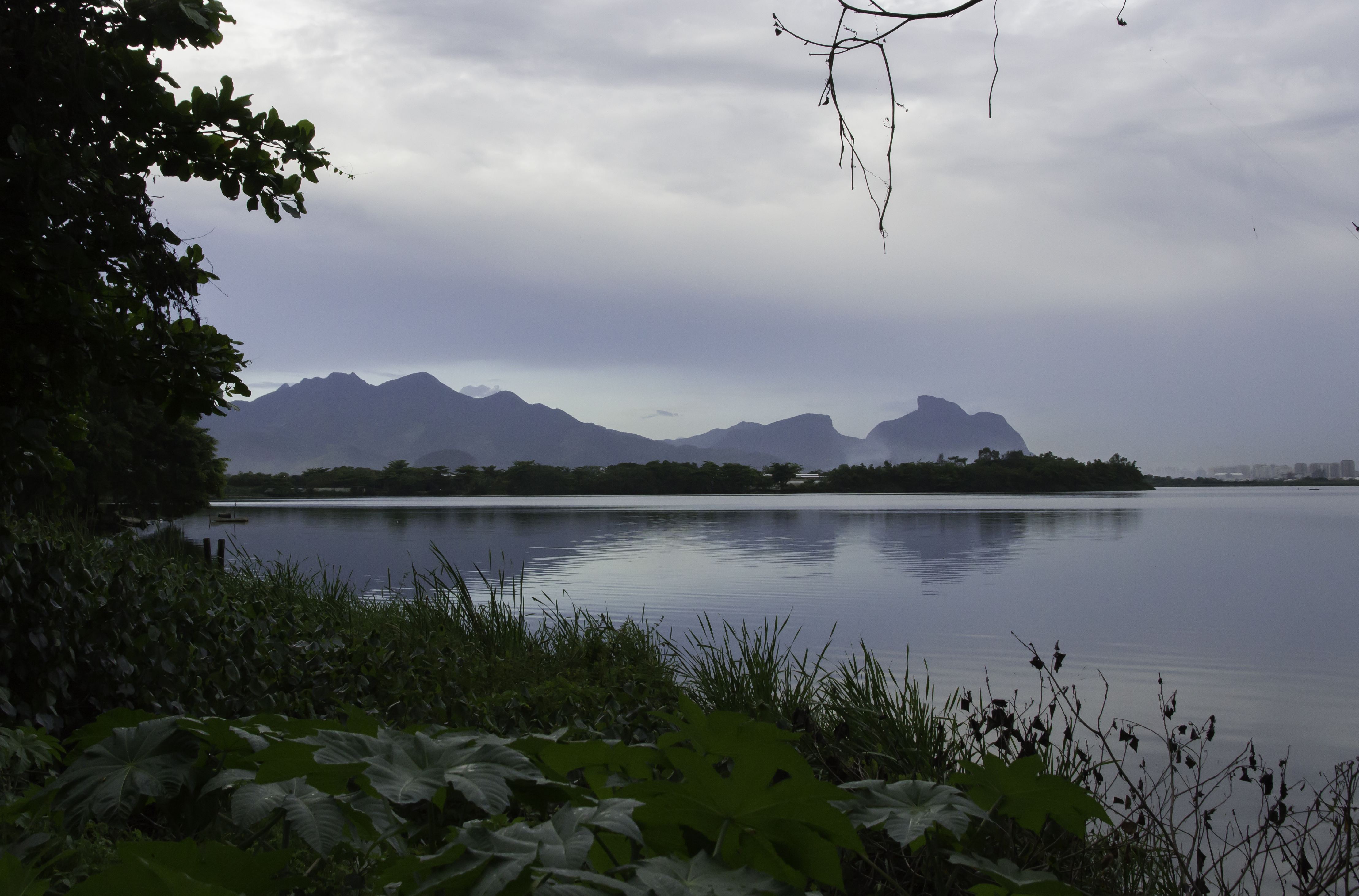
Em 2003, as gravações das cenas externas passaram a ser rodadas em Jacarepaguá, num sítio em Camorim, próximo aos Estúdios do Projac.

Em abril de 2003, Sítio do Picapau Amarelo estreou sua temporada com episódios inéditos, ainda sob a direção de Cininha de Paula e Paulo Ghelli. As novas aventuras continuaram a ter como base as ideias originais de Monteiro Lobato. Mário Teixeira – até então colaborador de Walcyr Carrasco – assumiu a autoria do programa e passou a contar com a colaboração de Duca Rachid e Alessandro Marson.
Os personagens do Sítio passaram por algumas mudanças no visual. Dona Benta envelheceu um pouco, (agora com cabelos grisalhos)4, assim como Tio Barnabé (que abandonou seus coletes africanos e adotou um estilo mais caipira). Tia Nastácia, por sua vez, ficou mais rechonchuda, enquanto a malvada Cuca sofreu uma transformação radical: ganhou uma enorme cabeleira e roupas novas, além de uns quilos a mais. Após participações em episódios anteriores, os personagens Zé Carijó (Cassiano Carneiro) e Pesadelo (Leandro Léo) passaram a integrar o elenco fixo do infantil, e foram também adicionados na abertura da série.
A turma do Sítio ganhou ainda participação de outros novos personagens em 2003. A grande surpresa foi a chegada de Zumpilion (Cosme Monteiro), um animal de estimação extraterrestre.  Ele foi responsável por grandes confusões no sítio de Dona Benta, especialmente por seu apetite voraz. Moby (Raul Gazolla) e Dick (Nelson Freitas), uma dupla de piratas do espaço, comandada pelo vilão Mordoror (Norton Nascimento), entraram em cena em busca do animalzinho; e os investigadores espaciais Alista (Cristina Pereira) e Aníbal (Guilherme Karan) também embarcaram na aventura. Esses personagens integravam o elenco do episódio "O Extraterrestre", que contava com dez capítulos, e abriu a série de episódios de 2003.
"A Lenda do Rei Arthur" foi outra história gravada e exibida nesse ano. Os lendários Cavaleiros da Távola Redonda desembarcaram no Sítio do Picapau Amarelo fazendo com que Pedrinho, Narizinho, Emília e seus companheiros se envolvessem em novas aventuras. Foram exibidos ainda nesse ano os seguintes episódios: "A Bela e a Fera", "Rapunzel", "Juca Pirama", "Os Bandeirantes", "O Sumiço de Emília" e "Grande Circo Mefistofélico". No início de 2004, foram exibidos os episódios "O Rodeio" e "A Estrada", mas ainda fazendo parte da terceira temporada.

### 4ª temporada: 2004–2005
Em 2004, o elenco sofreu alterações: os personagens Pedrinho e Narizinho passaram a ser interpretados, respectivamente, por João Vítor Silva e Caroline Molinari. Enquanto a Iara passou a ser interpretada por Lilian Cordeiro. Nesta temporada foi criado o cenário do Arraial dos Tucanos, com a Venda do Elias, a Pensão da Dona Joaninha Pão Doce, a Igreja, a Delegacia, e a casa do Coronel Teodorico passou a ser integrada no Arraial dos Tucanos.
Outra novidade da temporada foi a saída dos personagens centrais do Sítio para cenários fora da fazenda de Dona Benta. O primeiro episódio de 2004 foi "A Menina da Selva", com cenas gravadas na Amazônia. Em "A Dama dos Pés de Cabra", baseada no conto do autor português Alexandre Herculano, a turma embarcou para Portugal, onde gravou cenas em Lisboa e em Sintra. Os cantores Wanessa e Supla entraram para o elenco principal da temporada e deram vida à Diana Dechamps, líder de uma banda de rock feminino, e Elvis McCartney, um guitarrista, que formavam um casal que enfrentou diversos obstáculos para ficarem juntos. Entre os atores que participaram dos episódios nesse ano estavam Odilon Wagner, Rita Guedes, Flávio Migliaccio, Marcos Breda, Bruna Marquezine, Maria João Bastos, Julia Sergent, Ângelo Paes Lemes, Lupe Gigliotti, Bruno Mazzeo e Carol Nassif.
O último episódio de 2004 que foi exibido em janeiro de 2005, foi "Dom Quixote", que ficou marcado pela saída de Cândido Damm do papel do Visconde de Sabugosa. No episódio, o Visconde (ainda interpretado por Cândido Damm) acaba esmagado pela estante de livros da biblioteca de Dona Benta, ficando tão fino quanto uma folha de papel. Assim, Tia Nastácia constrói um novo Visconde (a partir daí interpretado por Aramis Trindade). Mas Cândido Damm não saiu imediatamente do programa; ele continuou até o final do episódio, mas interpretando o personagem Dom Quixote de La Mancha.

### 5ª temporada: 2005
No dia 4 de abril de 2005, se inicia uma nova temporada do Sítio, mas agora com a mudança de dois atores: Nicete Bruno e Cândido Damm, que interpretavam a Dona Benta e o Visconde de Sabugosa, os dois tiveram que sair do programa e foram substituídos por Suely Franco e Aramis Trindade.
A Dona Benta, que agora era vivida por Suely Franco, ficou com uma personalidade mais doce, e recebeu também um novo figurino, passando a usar vestidos e aventais, típicos de uma senhora de idade. Já o Visconde, agora interpretado por Aramis Trindade, que é conhecido por ser bom de improviso, ganhou uma personalidade mais carismática de sábio meio atrapalhado, e algumas vezes um pouco excêntrico, especialmente quando está inventando alguma máquina, ou pesquisando algo; com isso ele ganhou mais destaque nas histórias. O ator Aramis Trindade também deu ao personagem algumas características interessantes, como um forte sotaque paulistano, principalmente quando pronunciava palavras que continham as letras R e L no final (e curiosamente este sotaque com bastante enfase na letra L, foi ainda mais usado pelo ator na temporada seguinte em 2006, e também chegou a receber uma homenagem na série animada de 2012, onde o dublador César Marchetti também fez a voz do Visconde, mantendo essa mesma característica). Em 2005, o Visconde também ganhou uma espécie de "bordão" durante o programa, a sua frase: "Ma-ma-mas Marquesa…", que ele sempre diz a cada vez que a Emília o obriga a inventar alguma máquina genial. Esse novo bordão do Visconde na verdade foi um improviso de Aramis Trindade durante as filmagens de uma cena, frase que acabou dando certo, e passou a ser usada quase sempre pelo Visconde perante as ordens da Emília (e sendo imitada até mesmo pelo Zé Carijó e pelo Conselheiro). Outra novidade nesta temporada, foi que a boneca Emília ganhou uma espécie de "irmã mais nova", a bonequinha de plástico Patty Pop (apelidada pela Emília de 'Pata Choca'), que também tomou a "Pílula Falante" e ganhou vida, deixando Emília morta de ciúmes pela atenção da Narizinho (curioso é que a Emília também já teve uma "rival" chamada Ignácia, no episódio "Olhos de Retrós" da década de 1970). Emília, após a chegada da Patty Pop, teve o figurino renovado, e passou a usar novos vestidos além do antigo vermelho e amarelo, que na história foram feitos pela aranha costureira do "Reino das Águas Claras".
Naquele ano de 2005, a fantasia da Cuca ganhou novas mudanças, ficando mais feia e horripilante, e ganhando uma forma mais parecida com a Cuca do Sítio dos anos 70 (com exceção do fato de que a Cuca de 1977 possuía listras coloridas na barriga, e pequenos olhos vermelhos), a "Cuca de 2005" passou a ser feita de um material de borracha, que a deixava mais realista e assustadora. A roupa de jacaré se tornou mais elaborada e detalhada, dando à personagem um aspeto mais ameaçador, ela ganhou grandes olhos amarelos com pupilas e veias vermelhas; e um focinho mais comprido, com muitos dentes pontudos; ganhou também um "barrigão" listrado, e pés com unhas afiadas, além de uma longa cabeleira loira. (Nota: A fantasia da Cuca de 2005 era tão parecida com a da versão de 1977, que em 2008, quando foram lançados DVDs do "Sítio dos anos 70", foi usada por engano, uma foto da Cuca de 2005 no menu do DVD junto com as fotos dos atores da antiga versão de 1977.) No ano de 2005 a Cuca, também teve uma grande mudança em sua personalidade, não era mais vaidosa como nas primeiras temporadas, ela deixou de usar vestidos e sapatos de salto alto; não se preocupava mais com a aparência, e gostava de ser chamada de feia, tanto que seu ajudante Pesadelo só a chamava de "Cuca Horrorosa" quando queria agradar-lhe. O personagem Pesadelo também mudou de visual nesta época, ele ficou com roupas diferentes e com o cabelo loiro. reinações
O programa também mudou o seu formato e passou a ser uma novela infantil, com 194 capítulos e uma única história, que durava o ano inteiro. A proposta do Sítio para a televisão naquele ano, era apresentar uma história que tivesse personagens e elementos da obra de Lobato, junto com temas do dia a dia, importantes para crianças, jovens e adultos; como a importância da escola, a valorização do folclore nacional, que é mostrada, quando a professora Antonica, mãe do Pedrinho, faz uma festa sobre o Dia do Saci na escola do Arraial dos Tucanos, no mesmo ano em que esse dia foi instituído no Brasil. Houve também uma grande citação em alguns capítulos sobre a alfabetização de pessoas adultas e idosas, quando Zé Carijó decide ir para escola aprender a ler e escrever. A história ainda contava com quase 40 atores no elenco fixo, entre eles Chico Anysio, intérprete do advogado Osvaldo Saraiva que participou como personagem fixo de 2005. Uma coisa muito interessante sobre essa temporada é que ela não faz parte da linha cronológica de 2001-2004 por vários motivos e dos quais, o mais perceptível é o fato de Dona Benta não acreditar em Saci, Cuca, lobisomens, bruxas, fadas, e Pó de Pirlimpimpim. Pois apesar dela já ter visto o Saci e a Cuca na sua frente nas temporadas de 2001-2004 (além de ter visto outros seres, e personagens de contos de fadas), na temporada de 2005 ela simplesmente age como se nunca tivesse os visto e nem acredita que são reais, a menos que ela veja como os próprios olhos. E todas as aventuras fantásticas que as crianças contam, ela acreditava serem apenas brincadeiras fantasiosas. Um outro fato interessante nessa temporada é que Miss Sardine (que já havia morrido na temporada de 2001) aparece viva e vivendo fora do Reino das água Claras.
A trama principal daquele ano mostrava os moradores do Sítio, conhecendo dois jovens chamados "Cléo" e "João da Luz", que aparecem pelo "Arraial dos Tucanos", e vão se tornando amigos da turma do Picapau Amarelo, e vivendo aventuras juntos. Poucos sabem disso, mas, estes dois personagens também foram criados originalmente por Monteiro Lobato, eles apareceram em dois livros diferentes, e foram "pinçados" das histórias de Lobato, para participarem na trama de 2005. A personagem Cléo, é uma garota que aparece em Caçadas de Pedrinho, ela é descrita no livro como uma radialista da cidade, uma menina "desembaraçada", que costuma trocar cartas com a Narizinho, que acompanha o seu programa pelo rádio junto com todo o pessoal do Sítio. Em suas cartas Cléo gostava de sugerir a Narizinho, novas aventuras para a turma do Sítio. No livro de Lobato, o nome da Cléo é escrito com a letra U no final, "Cléu", ela participa da história em que a turma do Sítio encontra o rinoceronte Quindim; porém essa história já havia sido gravada em 2001, sem a presença dela, e a personagem foi reaproveitada na temporada de 2005. No livro, quando Cléo chega ao Sítio, ela diz que se mudou para lá depois de se cansar de morar em São Paulo, onde, segundo ela mesma diz: "só tem um viaduto muito feio e gente apressada, passeando pelas ruas". Já na história feita para a TV em 2005, a Cléo foi para o Sítio porque estava fugindo de sua madrasta que a tratava mal, ela então pega um ônibus e vai para o Sítio de Dona Benta. Na temporada de 2005, ela também trocava cartas com Narizinho, que acompanhava o seu programa no rádio; o primeiro capítulo daquele ano, já começava mostrando todos no Sítio ansiosos para ouvir o programa da Cléo, e o Visconde consertando um rádio antigo, que tinha sido quebrado pelo Rabicó. Já o João da Luz é um garoto mencionado no livro "Histórias do Mundo para Crianças", mas com o nome de "Zé da Luz" (Nota: O nome pode ter sido trocado para "João" na televisão, para evitar confusão com o personagem "Zé Carijó", que também era chamado de "Zé" pelas crianças), no livro, ele era descrito como um menino "brigão"; e realmente, em 2005 quando ele conheceu Pedrinho, eles tiveram um pequeno atrito, mas logo se tornaram amigos e junto com o Saci, tenta ajudá-lo a escapar da perseguição de um abusado assistente social chamado Matozinho, considerado um dos vilões mais odiados da franquia, que o persegue só por ter pego um pãozinho. Na história de 2005, a menina Cléo e João da Luz, teriam mais tarde um romance durante a trama, para atrair também um público jovem. A história também ganharia clima de suspense, quando o João da Luz é enfeitiçado pela Cuca, com a maldição do lobisomem, e passaria a se transformar em todas as noites de lua cheia.
A fase de 2005 ganhou ainda uma nova trilha sonora, com novas músicas para alguns personagens. Como a intenção era agradar tanto as crianças, quanto os jovens e adultos, algumas músicas eram mais "lúdicas", como: "Dona Benta" de Elder Costa, "Emília, faz o que ninguém mais faria" de Pato Fu, e "Sem Medo de Assombração" de Ney Matogrosso, enquanto outras músicas eram voltadas para um público mais adolescente, como a canção "Nós Dois" da banda Jukabala, tema do casal Cléo e João da Luz. Nesta temporada o Sítio chegou a ganhar o "Prêmio Mídia Q 2005", na categoria de quatro a sete anos, com base numa pesquisa feita com pais de crianças e jovens de quatro a dezessete anos, nas classes A, B e C, sobre a qualidade da programação da TV no Brasil. Mas apesar de em 2005 o Sítio ter melhorado em alguns pontos como figurinos, bonecos, e trilha sonora, alguns fãs mais puristas podem desaprovar esta temporada, por causa de alguns capítulos voltarem mais a atenção para personagens menores, ou que aparecem pouco nos livros de Lobato, deixando algumas vezes o núcleo do "Sítio" em segundo plano.
Também em 2005, o Sítio apareceu novamente em histórias em quadrinhos (na "Revista Qualidade Vegetal" publicada pela Editora Globo), as histórias foram criadas pelo cartunista Ruy Jobim Neto. Nesta publicação, os desenhos dos personagens foram baseados nos mesmos figurinos de 2001 e 2003,a roupa da Tia Nastácia era a de 2001, a Cuca tinha o visual inspirado no de 2003 onde a Cuca ainda é vaidosa e com os cabelos soltos,a roupa da Narizinho era a de 2003, o Pedrinho tem a roupa inspirada na de 2001, o Pesadelo, que também apareceu nos quadrinhos, teve o visual inspirado no de 2002-2004 com os cabelos roxos, o Tio Barnabé usava o figurino de 2003-2005, a Dona Benta recebeu um figurino padrão que ela não usava na TV feito apenas para os quadrinhos, o resto dos personagens (Visconde, Rabicó, Conselheiro, Quindim, Saci e Zé Carijó) continuaram com o mesmo figurino que usaram nas temporadas de 2001-2005. Curiosamente no final de 2006, quando foram publicados novos quadrinhos do Sítio, o visual de 2005 substituiu o anterior, pois os desenhos dos personagens nos quadrinhos passaram a ser baseados nos desenhos da abertura de 2005. E após isso, esses visuais passaram a ser utilizados não só em quadrinhos, mas em todos os produtos e brinquedos licenciados do Sítio.

### 6ª temporada: 2006
Em 2006 o formato novela foi mantido, mas houve mais alterações, desta vez o objetivo era tratar mais da fantasia, e do surreal, mas sem deixar de lado temas reais, assim como em 2005. Na temporada de 2006, houve mais algumas trocas de atores, as crianças João Vítor da Silva e Caroline Molinari foram substituídas por Rodolfo Valente e Amanda Diniz. A maioria do elenco do núcleo do Arraial dos Tucanos, também foi trocado, foram mantidos somente os atores que faziam os personagens principais, Dona Benta, Nastácia, Barnabé, Emília e Visconde. Isso acarretou que muitos telespectadores não acompanhassem mais o programa,devido a quebra da seqüência lógica dos fatos acabar no início dessa temporada.
Com a saída da diretora Cininha de Paula (porque ela foi dirigir a telenovela Cobras & Lagartos), Carlos Manga, o novo diretor do programa, decidiu reformular totalmente o Sítio do Picapau Amarelo, e fazer ele ficar mais parecido com o "Sítio" das histórias de Monteiro Lobato, com isso alguns personagens tiveram que sair do programa, a bonequinha de plástico Patty Pop e Pesadelo, o ajudante da Cuca já não mais apareceram na temporada de 2006.
Já os outros personagens tiveram uma grande mudança no visual: Emília ficou com o cabelo mais comprido e passou a usar outros tipos de vestidos. Já o Visconde ganhou um novo figurino, com maquiagem amarela no rosto, e um grande nariz de latex, e uma cartola feita de palha dourada. O burro Conselheiro, agora era uma marionete, ele passou a andar sobre as suas quatro patas e a cor do seu pelo ficou cinza. O Saci trocou o seu macacão vermelho por um calção vermelho. Tio Barnabé ficou com a barba mais comprida e passou a morar sozinho no meio do mato. Uma outra mudança, foi que os objetos usados no Sítio, ficaram mais rústicos, já havia um certo tempo que já não não apareciam mais no programa coisas como: microondas, computador, ou gameboy, mas naquele ano, a casa ganhou móveis e aparelhos mais antigos ainda. E as histórias dos episódios da televisão passaram a lembrar mais o clima dos livros de Lobato.
Assim como a temporada de 2005 não fazia parte da mesma linha cronológica das de 2001-2004, a temporada de 2006 também não fazia, e também não fazia parte da de 2005. Isso pode ser percebido por inúmeras diferenças cronológicas na temporada, como o desaparecimento de Quindim e Pesadelo, a inclusão de uma família de "Caiporas" no capoeirão que afirmava já morar por lá a anos (sendo que antes não havia sequer uma caipora por lá), e também o fato de "Pangaré" (cavalo do Pedrinho) ser substituído por uma égua chamada "Zíngara", e também o Zé Carijó que também passou a ter a sua própria égua, chamada por ele de "Vagarosa".
Alguns atores do elenco fixo de 2005, continuaram em 2006 mas com outros personagens como Thávyne Ferrari e João Vitor Silva, que interpretavam Patty Pop e Pedrinho e passaram a interpretar Flora Caipora e Pepe Curupira. Lara Rodrigues, que interpretou a Narizinho de 2001 a 2003 também voltou ao elenco como Samira, sobrinha de Elias Turco.
A fantasia da Cuca usada no ano de 2006 era a mesma que havia sido criada na temporada de 2005. Aquele seria o último ano em que ela ia ser usada, pois na próxima temporada, em 2007 a Cuca, iria ser interpretada por uma atriz humana, e não por um boneco de jacaré. Mas em 2008 algumas partes dessa fantasia foram reaproveitadas na peça teatral "Sítio do Picapau Amarelo - O Musical", dirigida por Roberto Talma, que também havia sido o diretor da primeira temporada do Sítio em 2001. Na peça, a cabeça e o rosto da Cuca de 2005 foram usados junto com o corpo e vestido vermelho da Cuca de 2001, misturando as duas Cucas em uma só.
Em Novembro de 2006, os personagens de Monteiro Lobato voltaram a aparecer em quadrinhos, mas dessa vez em suas próprias revistas. Devido ao término do contrato entre a Editora Globo e Mauricio de Sousa Produções, e tendo sido firmado contrato entre Mauricio de Sousa e a Panini Comics para a distribuição das revistas da Turma da Mônica pelos próximos anos, a Editora Globo lançou três revistas em quadrinhos mensais do Sítio no lugar das revistas da Mônica: "Turma do Sítio do Picapau Amarelo", "Turma da Cuca" e "Turma do Sítio Você Sabia". Curiosamente, o visual dos personagens nos gibis, foi o mesmo usado na abertura da temporada 2005, mesmo que a caracterização dos atores do Sítio da televisão, naquele ano de 2006 estivesse totalmente diferente, somente em alguns produtos lançados, como jogo da memória, quebra-cabeça e bonecos, foi usado o figurino da Emília, do Visconde e do Rabicó de 2006.

### 7ª temporada: 2007
Em 2007, a série ganhou nova direção, de Carlos Magalhães, que tomou a arriscada decisão de substituir todo o elenco de repente. A série esse ano, passa a "recontar", ou apenas mostrar os personagens relembrando de algumas das histórias dos livros de Monteiro Lobato, que já haviam sido adaptadas na primeira temporada em 2001. Nesta temporada o Sítio também ganhou novos figurinos para os atores e os bichos, o Rábico agora não era mais um boneco, e sim um ator com orelhas e nariz de porco; o Burro Conselheiro agora era um burro de verdade, e dublado com uma voz humana. A Emília agora era interpretada por uma atriz adulta, Tatyane Goulart, o Saci agora interpretado por Fabricio Bolíveira não era mais careca, o Tio Barnabé passou a ser interpretado por Gésio Amadeu e agora se vestia com roupas comuns e usava um cavanhaque, a Dona Benta passou a ser interpretada por Bete Mendes e usava cabelo preto, o Visconde passou a ser interpretado por Kiko Mascarenhas, e agora tinha uma maquiagem com muitos grãos de milho pintados no rosto e um paletó fechado. Mas a maior mudança desse ano, ocorreu com a Cuca, diferente de todas as adaptações televisivas que já foram feitas com a personagem, a Cuca dessa vez não era mais um boneco de jacaré com cabelo loiro, mas sim a atriz Solange Couto com maquiagem no rosto e dentes pontiagudos, usando um macacão verde. As outras mudanças foram: Tia Nastácia passou a ser interpretada por Rosa Marya Colin, Renato Borghi foi escalado para interpretar o Seu Elias Turco, os novos interpretes de Pedrinho e Narizinho fora: Raquel de Queiroz e Vítor Mayer. Contudo, depois de tantas mudanças, esta temporada do "Sítio", não teve um bom desempenho no ibope, e fez com que o programa fosse cancelado, e tirado da grade de programação da Rede Globo.

### Exibição em outros canais
No dia 8 de dezembro de 2008, a série voltou a ser exibida na TV, mas agora pelo Canal Futura, com reprises dos episódios de 2001 a 2004. O programa era exibido pelo Futura no horário das 10h, e 19h de segunda a sexta-feira. O Futura recebeu as filmografias apenas de 2001 a 2004, que são as temporadas que possuem episódios separados. As temporadas de 2005 e 2006 não foram passadas para o canal por serem em formato novela e consideradas muito fortes para o padrão educativo do canal, com 180 a 190 capítulos. A temporada de 2007, que apesar de possuir episódios, também não foi passada ao canal. Depois de diversas reclamações, em 2010 a Rede Globo decidiu designar o Sítio ao Canal Viva, para reprisar as temporadas de 2005 até 2007, porém o canal parou bem no meio da quarta temporada, a reprise do seriado. Após isso, o canal Gloob da Globosat, também começou a reprisar o programa a partir de 15 de junho de 2012, quando o canal foi originalmente fundado, e diferente do Canal Futura, que também exibe a série, o canal conseguiu a liberação de todas as temporadas, inclusive da última que é bem diferente das seis primeiras; a exibição no Gloob também foi cancelada em julho de 2016. Em março de 2013, a TV Cultura anunciou um acordo com a Rede Globo, que permitiu à emissora exibir o "Sítio do Picapau Amarelo"  em setembro do mesmo ano, em troca da cessão dos direitos de apresentação pela Globo Internacional das séries "Castelo Rá-Tim-Bum" e "Cocoricó". A estreia ocorreu em 30 de agosto de 2013, até sair do ar em 27 de junho de 2013 na por causa do retorno da série Castelo Rá-Tim-Bum na programação do canal a partir do dia 30 de junho. No entanto, voltou a ser exibida pela mesma emissora em 10 de janeiro de 2015, aos sábados, ás 18h30mim. Também é exibida internacionalmente com seu áudio original pela TV Globo Internacional, e também já chegou a ser exibida em Portugal pela SIC, mas com o título de Pirlimpimpim, que não teve muita repercussão e saiu logo do ar.
Em março de 2013. a TV Cultura anunciou um acordo com a Rede Globo, que permitiu à emissora exibir o "Sítio do Picapau Amarelo"  em setembro do mesmo ano, em troca da cessão dos direitos de apresentação pela Globo Internacional das séries "Castelo Rá-Tim-Bum" e "Cocoricó". A TV Cultura exibiu as quatro primeiras temporadas exceto o episódio "Dom Quixote". O Gloob também exibiu as quatro primeiras temporadas, também sem sem a exibição do último episódio. A audiência do Sítio no Gloob foi de 9,15, vencendo a Nickelodeon e o Boomerang.
Em Portugal, a nova série começou a ser exibida na SIC em 2002, e foi até ao ano de 2004. Em 2009, a SIC K continuou a exibir a 4ª temporada, exibindo os capítulos O pequeno samurai (2004) e o Dom Quixote de La Mancha (2005). A temporada 5, O preço de um verdadeiro amor (2005), passou no mesmo canal em 2010, no entanto, os 13 últimos episódios da temporada nunca foram transmitidos.

## Relançamento dos livros
Em 2007, a Editora Globo começou a relançar os livros de Lobato, tendo como base o texto original das obras completas de Lobato, da Editora Brasiliense de 1947, adaptado à "Nova Ortografia", usada na Reforma Ortográfica da Língua Portuguesa. Com o relançamento, os livros ganharam novas ilustrações coloridas de Paulo Borges, Hector Gomez e Osnei Roko, ligeiramente inspiradas na série e nas revistas em quadrinho do Sítio.

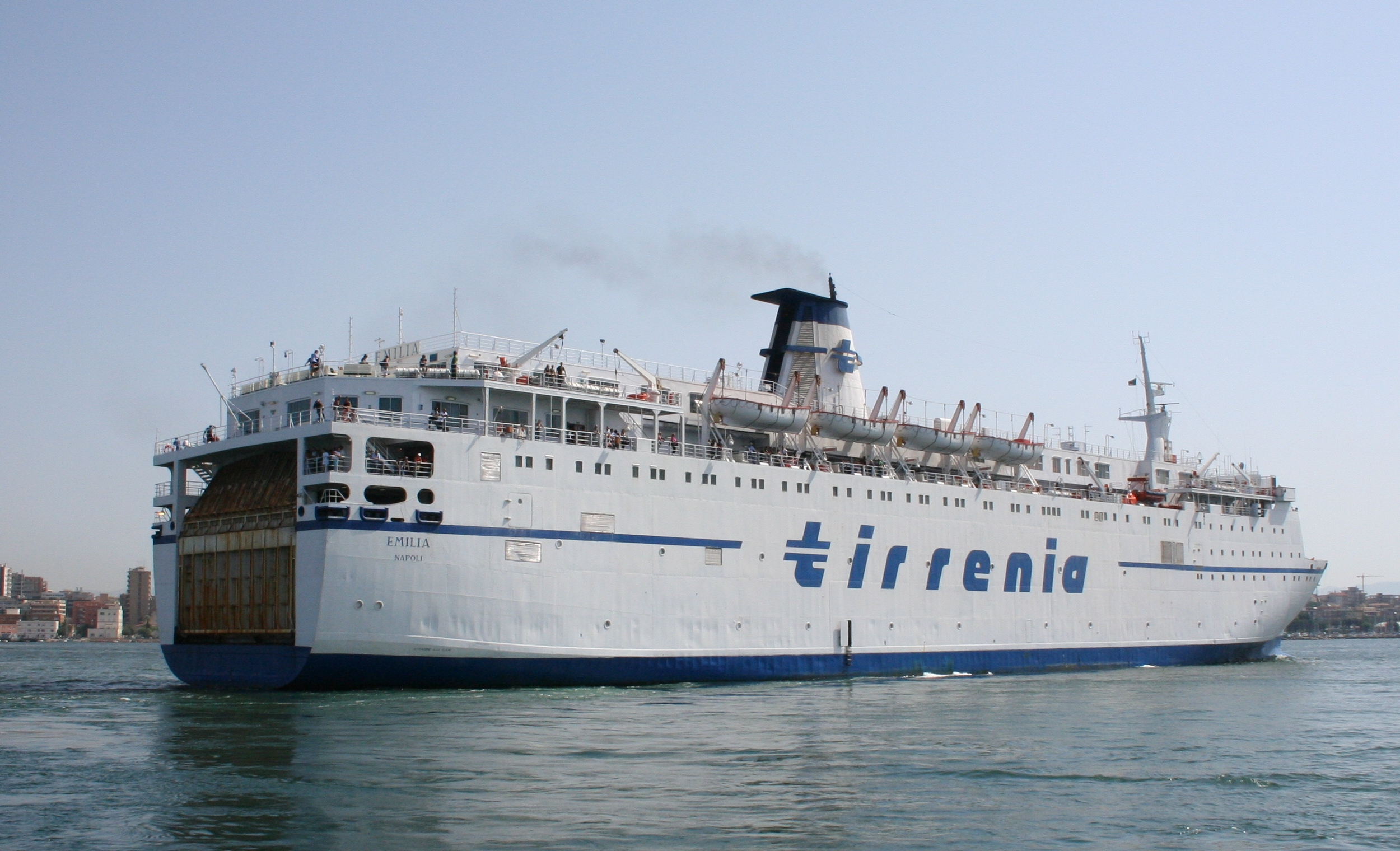
Desenho baseado no figurino da série da TV.

Nos lançamentos da Editora Globo, o design dos netos da Dona Benta aparentam ser baseados nos figurinos usados na abertura da temporada 2005, com a Narizinho usando sapatos vermelhos, vestido rosa e camisa amarela, e Pedrinho usando sapatos marrons, macacão azul e camisa listrada). Nos dois volumes de "Reinações de Narizinho" a Emília foi ilustrada algumas vezes com o primeiro vestido de 2001, e outras com vestidos usados no ano de 2005, ela também manteve o cabelo de tiras laranja, vermelho e amarelo, o laço de fita verde na cabeça, e sapatos vermelho e azul, com meias longas da cor verde. O design do Visconde se manteve parecido com os figurinos de 2001 a 2005, usados pelos atores Cândido Damm e Aramis Trindade. Ele continuou de paletó verde claro, e cartola meio amassada, com o corpo formado por um toco de sabugo de milho amarelo (que parece formar também sua camisa por baixo do paletó), o pedaço de sabugo que forma o corpo do Visconde, tem ainda três gãos de milho na frente que servem de botões, e uma parte oca por onde começa a sair a calça verde, e pernas de sapatos marrons. Somente Tia Nastácia e Dona Benta ficaram um pouco diferentes nas ilustrações dos livros. Embora Tia Nastácia continue com o rosto parecido como era nos desenhos dos produtos do Sítio, ela ficou um pouco mais gorda, e o seu vestido azul foi trocado por um laranja, a Dona Benta, teve o formato do rosto e o penteado modificados, e passou a usar um vestido vermelho, com uma blusa amarela por cima.
Alguns outros personagens também tiveram certas mudanças, por exemplo Quindim e Conselheiro, que ganharam corpo de animais de verdade nas ilustrações, pois não havia mais a necessidade de serem animais antropomórficos (animais bípedes com características humanas) como na televisão, e além disso, os dois precisavam ser "montados" ou "cavalgados" pelas crianças em algumas partes das histórias. O único animal do Sítio que permaneceu como na televisão, foi o Rabicó, que continuou sendo um porco antropomórfico usando roupas de marquês, assim também como os personagens do "Reino das Águas Claras" como Dona Carochinha, Príncipe Escamado e Doutor Caramujo, que apesar de terem ficado bem menos humanizados do que o Rabicó nas ilustrações, continuaram usando roupas e objetos como: óculos, coroa e jaleco de médico.

## Personagens
- Dona Benta - É a avó de Pedrinho e Narizinho e mãe de Antonica. É uma senhora inteligente e carinhosa, e sempre conta histórias aos seus netos.
- Tia Nastácia - A empregada do Sítio, foi ela quem fez Emília do retalho de sua saia velha. É uma cozinheira de mãos cheias que está sempre preparando bolinhos para o pessoal do Sítio. Ela também sabe contar histórias do folclore, e também é muito medrosa, tem medo de tudo o que não conhece e vive se benzendo e dizendo: "Credo! Esconjuro! O mundo está perdido!".
- Narizinho - A menina do nariz arrebitado. Seu nome verdadeiro é Lúcia, ela é meiga e inteligente, adora jabuticaba, é neta de Dona Benta e prima de Pedrinho e tem como sua melhor amiga a boneca Emília.
- Pedrinho - Menino aventureiro e corajoso, só tem medo de vespa. É neto de Dona Benta e primo de Narizinho. Em suas aventuras sua arma é o bodoque. Foi Pedrinho quem construiu o Visconde, de um sabugo de milho.
- Emília - Boneca de pano falante, irreverente e divertida, possui uma canastrinha cheia de cacarecos que ela guarda de suas aventuras, Emília foi feita do retalho de uma saia velha de Tia Nastácia, com olhinhos de retrós de linha preta, por isso ela consegue enxergar mais longe e melhor que as outras pessoas. Emília gosta de inventar suas próprias palavras, e falar as coisas da sua própria maneira, por exemplo: ela fala: "obóvio" em vez de "óbvio", "bissurdo" em vez de "absurdo" e "arimética" em vez de "aritmética". A boneca é a melhor amiga de Narizinho e vive mandando o Visconde construir coisas em seu laboratório. Emília também é a melhor "dadeira de ideias" e "botadeira de nomes" do Sítio: foi ela quem escolheu o nome do burro Conselheiro, do rinoceronte Quindim e do centaurinho Meioameio.
- Visconde de Sabugosa - Boneco de sabugo de milho construído por Pedrinho, é um sábio e está sempre de cartola na cabeça, usa um paletó verde, e tem algumas palhas de milho em volta do pescoço. Ele também é um grande inventor, passa grande parte do tempo dentro de seu laboratório no porão do Sítio trabalhando em suas invenções, é ele também que faz o "Pó de Pirlimpimpim", sempre que preciso. Visconde inventa tudo o que Emília lhe ordena, pois ele tem muito medo dela. Isso porque desde o começo de sua vida a boneca vive o ameaçando de "depená-lo", isto é: arrancar-lhe os braços e pernas. Sempre que Emília o manda fazer alguma coisa muito difícil ou complicada ele diz a sua frase: "Ma-ma-mas, Marquesa...".
- Tio Barnabé - O ajudante de Dona Benta nos trabalhos no Sítio. Ele é um homem da roça, sabe tudo sobre lendas e superstições. Foi ele quem ensinou Pedrinho a caçar Sacis.
- Zé Carijó - Um caipira medroso, que morre de medo de assombração e trabalha no Sítio do Picapau Amarelo. Zé Carijó nunca fala eu ou você, só fala "a minha pessoa" e "a sua pessoa". Ele entrou para a turma do Sítio em 2003.
- Rabicó - Um porquinho guloso que só pensa em comida, ele ganhou esse nome porque só tem um toquinho de rabo. Tia Nastácia vive tentando colocá-lo na panela, mas nunca conseguiu porque Narizinho o protege.
- Conselheiro - Sábio burro falante que foi trazido do País das Fábulas, ele ganhou esse nome porque sempre dá bons conselhos ao pessoal do Sítio.
- Quindim - Um rinoceronte que fugiu do circo e foi morar no Sítio do Picapau Amarelo. Ele ganhou esse nome da Emília porque é um "doce" de rinoceronte. A Emília também o nomeou "Tomador de Conta" oficial do Sítio.
- Coronel Teodorico - O compadre de Dona Benta. Em 2005, ele foi empossado prefeito do Arraial dos Tucanos.
- Elias Turco - O dono da venda do Arraial dos Tucanos. Ele é quem fornece mantimentos para o Sítio, mas Tia Nastácia vive implicando com ele dizendo que cobra caro demais e vende coisas falsificadas em sua venda.
- Besouros Casca e Cascadura - Eles são os besouros espiões da Emília, que obedecem todas as ordens da bonequinha, e sempre a mantém informada de tudo o que acontece no Sítio.
- Iara - É a Mãe D’água, uma espécie de sereia protetora do riacho. Muito vaidosa, não aceita que ninguém de beleza superior ronde seu território. Tem mania de transformar homens em pedra, para enfeitar seu habitat.
- Saci - Um ser do folclore brasileiro, é um menino de uma perna só que tem uma carapuça vermelha na cabeça, fuma um cachimbo e anda em redemoinhos de vento e folhas secas. É na carapuça vermelha que estão os seus poderes; sem ela ele não consegue andar no redemoinho nem fazer mágicas. O Saci ficou amigo de Pedrinho depois que ele o prendeu numa garrafa.
- Cuca - Bruxa em forma de jacaré, ou "jacaroa" como diz a Emília, ela também é um ser do folclore brasileiro, igual ao Saci (ele até a chama de "prima"). Mora em uma caverna no capoeirão do mato e adora fazer maldades com o pessoal do Sítio. Em 2003 ela ganhou um ajudante chamado Pesadelo, desde então está sempre espancando seu ajudante e o chamando de "Estrupício".
- Pesadelo - Um monstro corcunda e com os dentes para fora, ele é o ajudante ("atrapalhante") da Cuca. Apareceu em 2002 e, se juntou a ela em 2003 e sempre acompanha a bruxa em suas maldades, mas acaba quase sempre pondo tudo a perder.
- Dona Carochinha - Uma barata rabugenta, que é a guardiã dos personagens das histórias infantis, mas os seus personagens vivem fugindo dela porque já estão cansados de suas histórias emboloradas.
- Príncipe Escamado - O príncipe do Reino das Águas Claras, ele é um peixe e quase se casou com Narizinho mas, no meio da cerimônia, Rabicó comeu a rosquinha que lhe serviria de coroa.
- Doutor Caramujo - O médico do Reino das Águas Claras, ele é um caramujo. Tem várias pílulas em sua valise de médico que curam qualquer doença. Foi ele quem fez Emília falar, dando a ela a Pílula Falante.
- Major Agarra e Não Larga Mais - Um sapão rajado que toma conta do portão do Reino das Águas Claras, mas sempre acaba dormindo em serviço.

## Elenco
| Personagem           | Temporadas                                             | Temporadas                                             | Temporadas                                           | Temporadas                                           | Temporadas                                           | Temporadas                                           | Temporadas                             |
| Personagem           | 1ª 2001                                                | 2ª 2002                                                | 3ª 2003                                              | 4ª 2004                                              | 5ª 2005                                              | 6ª 2006                                              | 7ª 2007                                |
| -------------------- | ------------------------------------------------------ | ------------------------------------------------------ | ---------------------------------------------------- | ---------------------------------------------------- | ---------------------------------------------------- | ---------------------------------------------------- | -------------------------------------- |
| Emília               | Isabelle Drummond                                      | Isabelle Drummond                                      | Isabelle Drummond                                    | Isabelle Drummond                                    | Isabelle Drummond                                    | Isabelle Drummond                                    | Tatyane Goulart                        |
| Narizinho            | Lara Rodrigues                                         | Lara Rodrigues                                         | Lara Rodrigues                                       | Caroline Molinari                                    | Caroline Molinari                                    | Amanda Diniz                                         | Raquel de Queiroz                      |
| Pedrinho             | César Cardadeiro                                       | César Cardadeiro                                       | César Cardadeiro                                     | João Vítor da Silva                                  | João Vítor da Silva                                  | Rodolfo Valente                                      | Vitor Mayer                            |
| Dona Benta           | Nicette Bruno                                          | Nicette Bruno                                          | Nicette Bruno                                        | Nicette Bruno                                        | Suely Franco                                         | Suely Franco                                         | Bete Mendes                            |
| Tia Nastácia         | Dhu Moraes                                             | Dhu Moraes                                             | Dhu Moraes                                           | Dhu Moraes                                           | Dhu Moraes                                           | Dhu Moraes                                           | Rosa Marya Colin                       |
| Visconde de Sabugosa | Cândido Damm                                           | Cândido Damm                                           | Cândido Damm                                         | Cândido Damm                                         | Aramis Trindade                                      | Aramis Trindade                                      | Kiko Mascarenhas                       |
| Tio Barnabé          | João Acaiabe                                           | João Acaiabe                                           | João Acaiabe                                         | João Acaiabe                                         | João Acaiabe                                         | João Acaiabe                                         | Gésio Amadeu                           |
| Cuca                 | Jacira Santos (corpo) Mônica Rossi (voz)               | Jacira Santos (corpo) Mônica Rossi (voz)               | Jacira Santos (corpo) Mônica Rossi (voz)             | Jacira Santos (corpo) Mônica Rossi (voz)             | Jacira Santos (corpo) Mônica Rossi (voz)             | Jacira Santos (corpo) Mônica Rossi (voz)             | Solange Couto                          |
| Saci Pererê          | Izak Dahora                                            | Izak Dahora                                            | Izak Dahora                                          | Izak Dahora                                          | Izak Dahora                                          | Izak Dahora                                          | Fabrício Boliveira                     |
| Rabicó               | Roberto Dornelles (corpo) Mário Jorge de Andrade (voz) | Roberto Dornelles (corpo) Mário Jorge de Andrade (voz) | Alinne Mendonça (corpo) Mário Jorge de Andrade (voz) | Alinne Mendonça (corpo) Mário Jorge de Andrade (voz) | Alinne Mendonça (corpo) Mário Jorge de Andrade (voz) | Alinne Mendonça (corpo) Mário Jorge de Andrade (voz) | Ricardo Tostes (corpo e voz)           |
| Conselheiro          | Zé Clayton (corpo) Márcio Simões (voz)                 | Zé Clayton (corpo) Márcio Simões (voz)                 | Zé Clayton (corpo) Márcio Simões (voz)               | Zé Clayton (corpo) Márcio Simões (voz)               | Zé Clayton (corpo) Márcio Simões (voz)               | Zé Clayton (corpo) Márcio Simões (voz)               | Zé Clayton (corpo) Márcio Simões (voz) |
| Quindim              | Sidney Beckencamp (corpo) Mauro Ramos (voz)            | Sidney Beckencamp (corpo) Mauro Ramos (voz)            | Sidney Beckencamp (corpo) Mauro Ramos (voz)          | Sidney Beckencamp (corpo) Mauro Ramos (voz)          | Sidney Beckencamp (corpo) Mauro Ramos (voz)          |                                                      |                                        |
| Zé Carijó            |                                                        | Cassiano Carneiro                                      | Cassiano Carneiro                                    | Cassiano Carneiro                                    | Cassiano Carneiro                                    | Cassiano Carneiro                                    |                                        |
| Pesadelo             |                                                        | Leandro Léo                                            | Leandro Léo                                          | Leandro Léo                                          | Leandro Léo                                          |                                                      |                                        |

## Episódios
| Temporadas | Temporadas | Episódios | Exibição original      | Exibição original       |
| Temporadas | Temporadas | Episódios | Estreia                | Final                   |
| ---------- | ---------- | --------- | ---------------------- | ----------------------- |
|            | 1          | 185       | 12 de outubro de 2001  | 6 de setembro de 2002   |
|            | Especial   | Especial  | 26 de dezembro de 2001 | 26 de dezembro de 2001  |
|            | 2          | 84        | 9 de setembro de 2002  | 27 de dezembro de 2002  |
|            | Especial   | Especial  | 24 de dezembro de 2002 | 24 de dezembro de 2002  |
|            | 3          | 169       | 7 de abril de 2003     | 26 de fevereiro de 2004 |
|            | 4          | 179       | 12 de abril de 2004    | 25 de fevereiro de 2005 |
|            | 5          | 194       | 4 de abril de 2005     | 29 de dezembro de 2005  |
|            | 6          | 184       | 3 de abril de 2006     | 14 de dezembro de 2006  |
|            | 7          | 164       | 9 de abril de 2007     | 7 de dezembro de 2007   |

## Especiais de Natal

### Especial de Natal 2001
A Festa da Cuca
O especial de Natal do Sítio em 2001 foi um musical repleto de músicas e várias participações especiais. Este foi o primeiro especial do programa. Na história a Cuca está fazendo 15 mil anos e quer dar um baile de arromba. Para isso precisa de um príncipe. Então ela escolhe o seu ídolo Reynaldo Gianecchini. Para conquistá-lo, a Cuca faz um feitiço para se transformar em Malu Mader, mas ela não consegue se livrar do rabo. Enquanto isso Emília também preparou uma festa para seus botões de madrepérola. O especial foi exibido 1 dia depois da noite do dia de Natal de 2001, às 22 horas.

### Participações especiais
- Reynaldo Gianecchini
- Malu Mader
- Gilberto Gil
- Cidade Negra
- Pato Fu
- Zeca Pagodinho
- Lenine
- Rodrigo Faro
- Cássia Eller

### Especial de Natal 2002
O Natal no Sítio do Picapau Amarelo
Os garotos Douglas Silva, Darlan Cunha e Felipe Paulino, de Cidade de Deus, participam deste episódio especial. Na história, um anjinho caído do céu é encontrado por Emília, Pedrinho e Narizinho.Também tinha outra crianças de rua que eram Maria sardinha, Bia, Pinta e Indio. A Bia era interpretada por Caroline Molinari (atriz) que fez Narizinho no Sítio do Picapau Amarelo de 2004 e 2005.E neste ano a Cuca não apareceu no especial. A história deste ano é bem diferente do outro, pois usa mais a solidariedade dos humanos e também o amor de Emília em ajudar as crianças pobres, e teve um anjinho que fingiu não voar para Emília cumprir essa missão.

## Trilha sonora
| Músicas | Capa                  |
| --- | --------------------- |
| 2001 - "Sítio do Picapau Amarelo" - Gilberto Gil - "Narizinho" - Ivete Sangalo - "Quindim" - Cidade Negra - "A Cuca Te Pega" - Cássia Eller - "Ploquet Pluft Nhoque" - Pato Fu - "Pedrinho" - Jota Quest - "Pererê Peralta" - Carlinhos Brown - "Rabicó" - Paulo Ricardo - "Tia Nastácia" - Zeca Pagodinho - "Tio Barnabé" - Max Viana - "De Sabugo a Visconde" - Lenine - "O Reino das Águas Claras" - Jorge Vercillo - "Li Emi Ali Emília" - Jorge Foques e Tony King Brown |                       |
| 2005 - "Sítio do Picapau Amarelo" - Gilberto Gil - "Emília" - Pato Fu - "Patty Pop" - Wanessa Camargo - "Zé Carijó" - Flávio Venturini - "A Fadinha Tambelina" - Juliana Vasconcelos - "Sem Medo de Assombração" - Ney Matogrosso - "Iara Mãe-D'água" - Milton Nascimento - "Dona Benta" - Elder Costa - "Nós Dois" - Jukabala - "O Terrível Pesadelo" - Leandro Léo - "Tristeza do Jeca" - Zezé Di Camargo & Luciano - "Descobrindo o Que é o Amor" - Gustavo Pereira |                       |
| 2006 - "Sítio do Picapau Amarelo" - Gilberto Gil - "Bom Dia" - Dhu Moraes / Suely Franco - "Pedrinho" - Marcelo Viana - "Falas da Emília" - Regina Lucatto - "Canto de Iara" - Doriana Mendes - "Eu vi o Saci" - Marcos Sacramento - "Cuidado com a Cuca" - Nina Pacevski - "Caipora" - Chiara Santoro - "O Vilão Valdo Serrão" - Paulo Malagutti - "Pro Sítio de Trem" - Coro - "Tio Barnabé" - Nina Pacevski - "Pra Tia Nastácia Cantar" - Dhu Moraes - "Amanhecer no Sítio" - (Vários) - "Lá Vai o Trem" - (Vários) - "Tema de Chico e Tirza" - (Vários) - "No Reino de Luterra" - (Vários) - "Alegria no Sítio" - (Vários) - "No Reino de Lumar" - (Vários) - "No Sítio do Picapau" - (Vários) - "Maldades de Valdo Serrão" - (Vários) - "Tema de Caipora" - (Vários) - "Perigo Rondando" - (Vários) - "Sítio Caipira" - (Vários) - "Grilo e o Ermitão" - (Vários) - "Minueto" - (Various) |                       |
| 2007 - "Sítio do Picapau Amarelo"- Gilberto Gil - "Emília" - Grupo Bombando - "Eu sou o Barão de Tremenbé" - Grupo Bombando - "A Cuca te pega" - Grupo Bombando - "Lindo Balão Azul" - Grupo Bombando - "Quem quer casar com a Dona Carochinha" - Marília Barbosa - "Escravos De Jó" - Tatyane Goulart, Raquel de Queiroz, e Vitor Mayer. - "No Beleléu" - Eduardo Dussek - "Mariazinha Diz Que Tem" - Rosa Marya Colin (Tia Nastácia) | Lançada fora do álbum |

Naquele ano, a maioria das músicas foram interpretadas pelo Grupo Bombando, que foram convidados pela Globo para trabalhar lá naquele ano, sem contar que eles também gravaram vinhetas para o programa TV Xuxa. As outras músicas foram cantadas pelos personagens do Sítio, em episódios diferentes. Por exemplo: a atriz Marília Barbosa cantou a música Quem quer casar com a Dona Carochinha no episódio Quem quiser que conte outra.

## Vídeos
Alguns episódios foram lançados em DVD e VHS:
VHS:
- No Reino das Águas Claras
- Viagem ao Céu
- Reinações de Narizinho
- O Saci
- As Caçadas de Pedrinho
- Memórias de Emília
- O Poço do Visconde
- Histórias da Tia Nastácia

DVD:
- No Reino das Águas Claras e Viagem ao Céu
- O Saci e o Poço do Visconde
- As Caçadas de Pedrinho e Memórias de Emília
- Reinações de Narizinho e o Poço do Visconde
- Memórias de Emília e Histórias da Tia Nastácia
- O Saci e as Caçadas de Pedrinho

Nota:
Em maio de 2007 a editora globo relançou os mesmos DVDs acima nas bancas e vinha acompanhado de Fascículos.

## Exibição em outros países
A série chegou a ser exibida também em Portugal pela emissora SIC, mas com o título de "Pirlimpimpim"; a Globo Internacional também chegou a vender a série renomeada com este título, para 10 países diferentes, entre eles as Filipinas em 2005, Indonésia em 2006 e Timor-Leste em 2009. Existe uma versão da série dublada em espanhol, na qual alguns personagens, tem nomes um pouco diferentes dos que foram usados nas primeiras traduções dos livros de Monteiro Lobato para a língua espanhola, por exemplo: Perucho" e "Pedrito", "Naricita" e "Narizinho", (Doña Benita" e "Doña Benta", "Vizconde de La Mazorca" e "Vizconde de Mazorca", além do próprio nome do Sítio que costuma variar entre "Benteveo Amarillo", "Pájaro Amarillo" e "Pájaro Carpintero Amarillo". Outra característica da versão dublada em espanhol é que somente as falas são traduzidas, enquanto a abertura e as músicas são mantidas em português. Em Portugal, voltou a ser emitida, desta vez, na SIC K, mantendo o nome usado pela Globo. Em 2010, na Globo Internacional, a Temporada de 2006 foi reprisada e em 2011 a Globo Internacional reprisou a Temporada de 2007